# Pierre-Jean de Béranger
Pierre-Jean de Béranger (París, Francia, 19 de agosto de 1780 - 16 de julio de 1857) fue un poeta y autor de canciones francés celebérrimo en su época. La temática de sus obras es de contenido político. 

## Biografía
Hijo del agente de negocios Jean-François Béranger de Mersix y de Marie-Jeanne Champy, una muy pobre familia parisina, a pesar de las ínfulas del apellido paterno, fue un niño melancólico y tímido que fue enviado tardíamente a la escuela, en la que nunca se sintió a gusto; se crio con sus abuelos. El 1789 su padre lo envió a Peronne (Somme) a casa de una tía suya que poseía una taberna. Allí lee con gran pasión a los clásicos franceses, aficionándose a Racine, a Fénelon y a Voltaire, quien determinó el sesgo del futuro poeta. Contaba apenas catorce años cuando entró a trabajar en el taller del impresor Lainsley, donde aprendió sus primeras nociones de ortografía; su jefe, además, le enseñó a componer versos. También asistió a un instituto patriótico establecido allí, cuyo profesor le inculcó las ideas de Rousseau. Pero como su padre era un ardiente y conspirador realista, la familia sufrió bastantes problemas durante la Revolución Francesa. 
De vuelta a París en 1795, ayudó en los negocios a su padre, pero este quebró y con lo que logró salvar compró una sala de lectura en la que Béranger pasó horas y horas escribiendo versos glorificando al amor, a las mujeres y al vino, intentando también la sátira... Pero todo fue en vano y fue a dar a la cárcel con su progenitor por deudas. Al salir de allí en 1802, rompió con su padre y procuró mantenerse independiente; volvió otra vez a escribir sin éxito alguno, aunque hizo un poco de todo: composiciones líricas, trágicas y épicas e idilios al estilo de Salomón Gessner. Buscando protector, en 1804 dedicó dos poemas ditirámbicos a Luciano Bonaparte, hermano de Napoleón, Le rétablisement du culte y Le déluge, que compluguieron al ilustre personaje, hasta el punto de que este le entregó su propio estipendio de miembro del Instituto de Francia. 
Sin embargo alcanzó la fama con sus Chansons ("Canciones"), popularizadas por las goguettes y que empezaron a circular manuscritas hacia 1810. Aunque al principio eran antinapoleónicas, una vez restaurada la monarquía borbónica ensalzaron las glorias militares del imperio y atacaron al poder real y eclesiástico desde el punto de vista del liberalismo. En 1813 entró en una especie de academia de carácter jocoso que había en París con el nombre de Société du Caveau, y empieza a acerar sus críticas. Tras el retorno del rey Luis XVIII en 1815, Béranger explotó los temas del respeto a la libertad, del odio al Antiguo Régimen, de la supremacía clerical, del recuerdo de las glorias pasadas y de la esperanza de una revancha. A pesar de que la prensa estaba absolutamente bajo el control del régimen, renovó la canción, de la que hizo un arma política, un instrumento de propaganda: ataca la Restauración y celebra las glorias de la República y del Imperio. Es la época de La Cocarde blanche y del Marquis de Carabas. Béranger dio voz a los que tenían necesidad de desertar de la causa realista. El círculo de sus amistades se extendió y se le vio en numerosos salones. Aceptó colaborar en la Minerve con Étienne de Jouy, Charles-Guillaume Étienne y Benjamin Constant. La publicación en letra impresa de sus primeras colecciones de canciones (Chansons morales et autres, 1816; Chansons. Deuxième recueil, 1821; Chansons nouvelles, 1825; Chansons inédites suivies de procès, 1828) le hizo alcanzar un éxito estrepitoso, formidable, comparable al de Alphonse de Lamartine o Víctor Hugo, que contribuyó en gran parte al establecimiento del culto napoleónico y a la mitificación de la figura del emperador. Las numerosas condenas que recibió por parte de la Restauración (por ejemplo, fue a prisión en 1821 y en 1828 para cumplir tres y nueve meses de condena respectivamente) no hicieron sino aumentar su popularidad: recibió en su celda a las más altas celebridades literarias del país. En junio de 1830 se retiró en Bagneux (Altos del Sena), aunque en 1831 publicó sus últimas canciones; rechazó los cargos que le ofrecieron el gobierno de Luis Felipe de Orleáns y luego los revolucionarios de 1848, viviendo sus últimos años envuelto en el afecto popular. Está enterrado en el cementerio parisino de Père Lachaise.

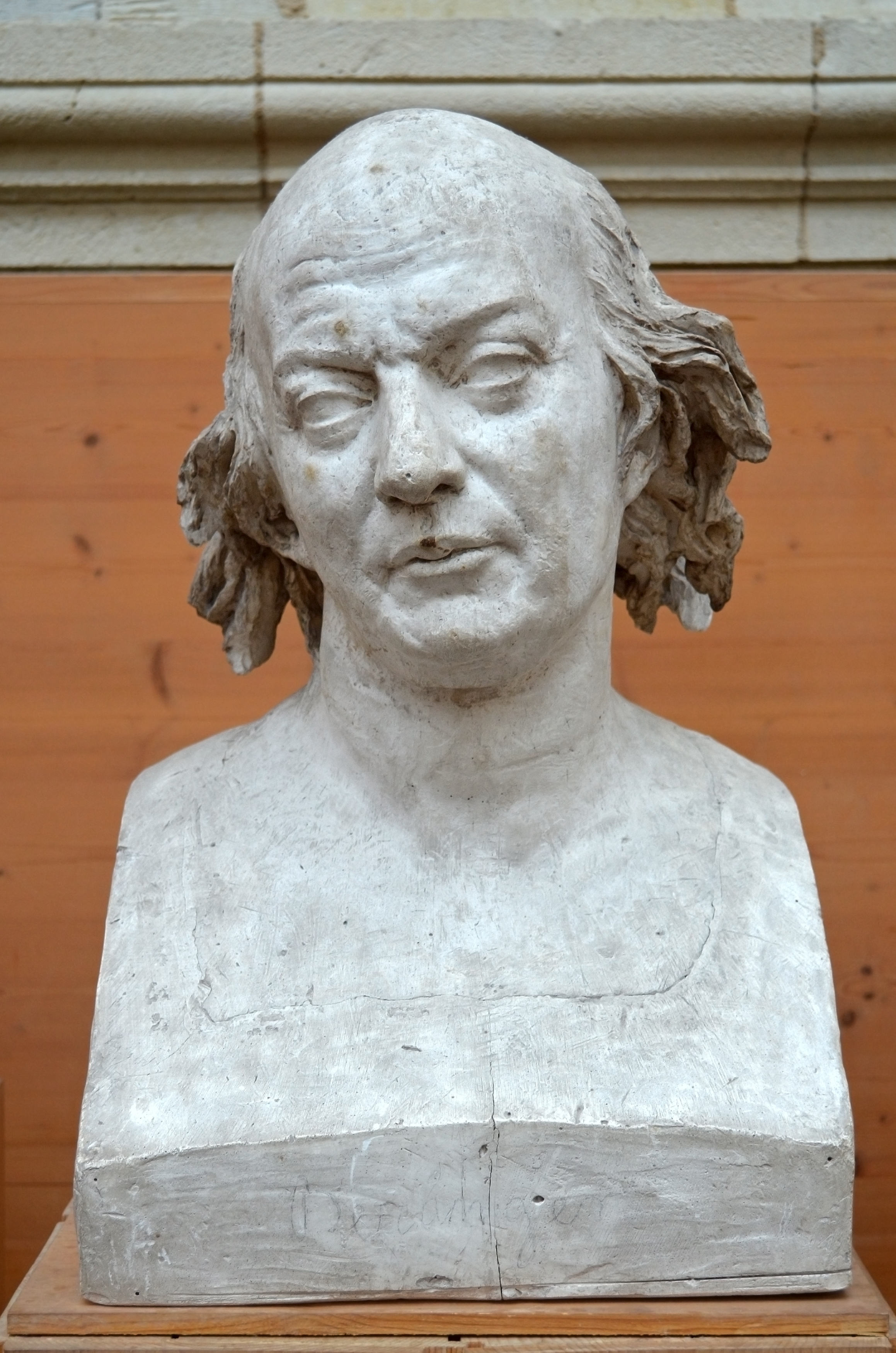
Pierre-Jean de Béranger, David d'Angers (1829).

## Obras
- Chansons morales et autres, 1816.
- Chansons. Deuxième recueil, 1821.
- Chansons nouvelles, 1825.
- Chansons inédites suivies de procès, 1828.
- Œuvres complètes de Béranger, París, H. Fournier aîné, 1839.
- Ma biographie, Paris, éditions Perrotin, 1857.
- Musique des chansons de Béranger, airs notés anciens et modernes. Dixième édition revue par Frédéric Bérat, augmentée de la musique des chansons posthumes, d'airs composés par Béranger, Halévy, Gounod et Laurent de Rillé…, Paris: Perrotin éditeur, 18..
- Dernières Chansons de Béranger de 1834 à 1851, Paris: Perrotin, 1860.
- Correspondance de Béranger, recueillie par Paul Boiteau, Paris: Perrotin éditeur, 1860, 4 vols.
- Les gaietés, quarante quatre chansons érotiques de ce poète, suivies de chansons politiques et satiriques non recueillies dans ses œuvres prétendues complètes de Béranger, Ámsterdam: aux dépens de la Compagnie, 1864.
- Francis Casedesus, Chansons de Béranger anciennes et posthumes Paris: Garnier frères, 1865.

- Datos: Q324998
- Multimedia: Pierre-Jean de Béranger / Q324998